# サプライフ!
『感動!生活改革SP 愛する家族へ サプライフ!』（かんどう!せいかつかいかくスペシャル あいするかぞくへ サプライフ!）は、テレビ東京が制作し、2011年から2014年まで放送されていたリアリティ番組。IKEAの一社提供番組。全15回（2014年7月6日時点）。

## 概要
- 依頼者は家族を喜ばせる（「サプライフ」と呼称）ため、自宅の一部屋（リビングやキッチンなど）を改装したり、家具を購入する。
- 依頼者は番組に依頼。ゲストが自宅を訪問し、契約を結ぶ。内容は、もしサプライフが成功したら番組が費用を全額負担するが、成功しなかった場合は依頼者が自腹するというもの。後述の理由で予め喜ばせたい人（家族や親友）などサプライフさせたい（喜ばせたい）人を指定する。
- 依頼者はIKEAで家具を購入したり、改装を注文する。その他、ホームセンターなどに買いに行くこともある。
- 一定の期間までに改装を終わらせた後、サプライフ決行当日にゲストがもう一度訪ね、改装した部屋と契約書を確認する。そして、予め指定していた人を呼び出し、改装した部屋を披露する。そのとき、指定した喜ばせたい人に特定の言葉（「サプライフワード」と呼称）を30分以内に言わなければいけない。ただし、依頼者が誘導して言わせることはできない。また、「サプライフワード」が3つあることもある。
- 「サプライフワード」を言ったらサプライフ成功となり、番組が費用を負担する。

## 放送日時
時刻表記はすべてJST。
| 放送回数 | 放送日         | 放送時間      |
| -------- | -------------- | ------------- |
| 1        | 2011年7月31日  | 16:00 - 17:15 |
| 2        | 2011年10月16日 | 16:00 - 17:15 |
| 3        | 2012年1月22日  | 16:00 - 17:15 |
| 4        | 2012年5月6日   | 16:00 - 17:15 |
| 5        | 2012年7月29日  | 16:00 - 17:15 |
| 6        | 2012年9月23日  | 16:00 - 17:15 |
| 7        | 2012年11月25日 | 16:00 - 17:15 |
| 8        | 2013年2月10日  | 16:00 - 17:15 |
| 9        | 2013年4月14日  | 16:00 - 17:15 |
| 10       | 2013年6月2日   | 16:00 - 17:15 |
| 11       | 2013年7月28日  | 16:00 - 17:15 |
| 12       | 2013年10月27日 | 16:00 - 17:15 |
| 13       | 2014年1月19日  | 16:00 - 17:15 |
| 14       | 2014年3月29日  | 16:00 - 17:15 |
| 15       | 2014年7月6日   | 16:00 - 17:15 |